# 174e régiment d'infanterie (France)
Le 174e régiment d'infanterie (174e RI) est un régiment d'infanterie de l'Armée de terre française créé sous la Révolution à partir de la 174e demi-brigade de première formation.

## Création et différentes dénominations
- 1794 : création de la 174e demi-brigade de première formation.
- 26 février 1796 : la 174e demi-brigade est dissoute, après avoir été amalgamée, pour former la 49e demi-brigade de deuxième formation.
- 1915 : recréation.
- 1919 : dissolution.
- 1939 : recréation sous le nom de 174e régiment d'infanterie de forteresse.
- 1940 : dissolution.

## Colonels/chefs de brigade
174e régiment d'infanterie
- février 1915 : lieutenant-colonel Veret
- juin 1915 : colonel Colonna d'Istria*
- septembre 1915 : lieutenant-colonel Dubois
- juin 1916 : lieutenant-colonel Chollet Eugène. Le 16 avril 1917, alors qu'il commande le 151è RI, il est mortellement blessé à Prouvais, près de Berry-au-Bac, Chemin des Dames, au nord de Craonne (Aisne). Mort pour la France, le 19 avril 1917, à l'hôpital de Prouilly (Marne). Fait Commandeur de la Légion d'honneur...
- septembre 1917 : lieutenant-colonel Dubroca
- août 1918 : commandant de Miscault

174e régiment d'infanterie de forteresse
- août 1939 : colonel Duparant
- juin 1940 : chef de bataillon Caye

(*) Officier qui devint par la suite général de brigade.

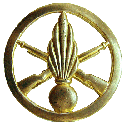
insigne de béret d'infanterie

(**) Officier qui devint par la suite général de division.

## Historique des garnisons, combats et batailles du174eRI

### Première Guerre mondiale
Casernement : Salon-de-Provence, à la 48e division d'infanterie de 1915 à décembre 1916 puis à la 167e division d'infanterie jusqu'en novembre 1918.

#### 1915
Le 174e RI est formé le 11 février 1915 avec deux bataillons tirés du 170e RI et un bataillon de marche fourni par le 21e RI.
Du 19 mai 1915 au 26 mai 1915, le régiment participe à la bataille de Notre-Dame de Lorette sur le village d'Ablain-Saint-Nazaire (Pas de Calais).

### Entre-deux-guerres
Le régiment est dissout le 10 juin 1919 à Bierstadt.

### Seconde Guerre mondiale
Formé le 25 août 1939 sous le nom de 174e régiment de mitrailleurs d’infanterie de forteresse (RMIF) par le 2e bataillon du 69e RI, c'est un régiment de réserve A de type RIF sur secteur fortifié de la Sarre.
Il est mis sur pied par le centre mobilisateur d'infanterie no 206 de Morhange.
Il tient garnison à Saint-Jean-Rohrbach.
Le 14 juin 1940, le régiment combat et repousse les assauts allemands entre les communes de Hoste et de Putellange (Operation Tiger).
Il parvient, au prix de lourdes pertes, à contenir largement les troupes allemandes avant de se replier le lendemain vers les Vosges via la forêt de Parroy.
Le 174e se rend aux Allemands le 22 juin 1940.

## Drapeau

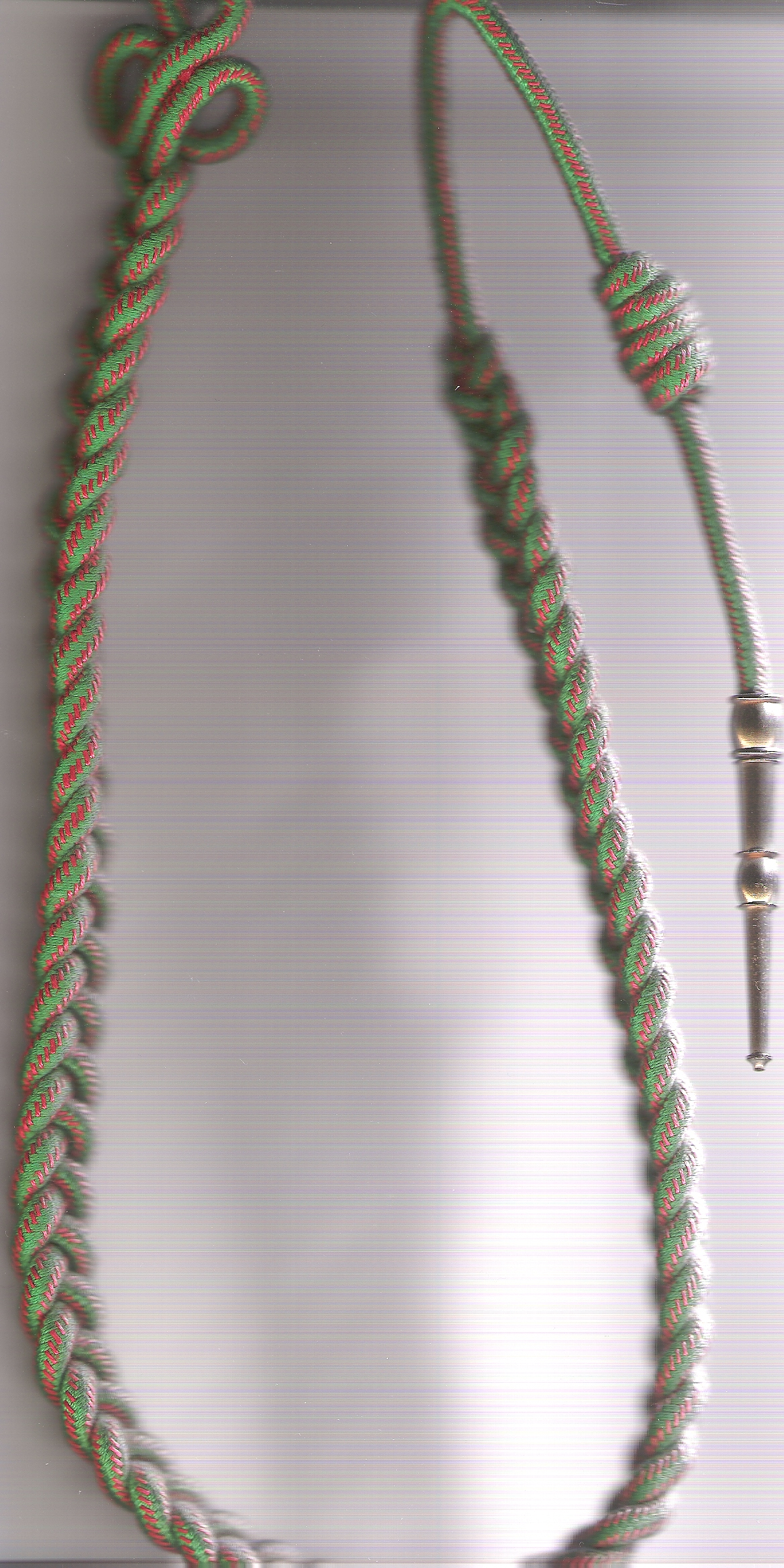
Fourragère aux couleurs du ruban de la Croix de guerre 1914-1918

Il porte, cousues en lettres d'or dans ses plis, les inscriptions suivantes :
- Artois 1915
- Verdun 1916
- Somme-Py 1915-1918

## Décorations
Sa cravate est décorée de la Croix de guerre 1914-1918 avec deux citations à l'ordre de l'armée.
Il a le droit au port de la fourragère aux couleurs du ruban de la croix de guerre 1914-1918.

## Sources et bibliographie
- Historique du 174e régiment d'infanterie : campagne 1914-1918, Luxeuil, A.-F. Faivre, 1919, 14 p. (lire en ligne).
- Essai d'historique des 69e, 82e et 174e régiments de mitrailleurs d'infanterie de forteresse : septembre 1939-juin 1940, vol. III : 174e R.M.I.F., Laxou, Ralliement, 1983, 172 p. (OCLC 12669630, BNF 35872166, LCCN 80107948).
- Serge Andolenko, Recueil d'historiques de l'infanterie française, Paris, Eurimprim, 1969, 2e éd. (1re éd. 1949), 413 p. (OCLC 23418405, BNF 39906027).
- Jean-Yves Mary, Alain Hohnadel et François Vauvillier (dir.), Hommes et ouvrages de la ligne Maginot, t. I, Paris, Histoire et collections, coll. « L'encyclopédie de l'armée française » (no 2), 2000, 182 p. (ISBN 2-908182-88-2, OCLC 45246733, BNF 37198860), chap. 3 (« Les régiments d'infanterie de forteresse de 1935 à 1940 : 174e RMIF »), p. 140.
- JMO du 174e RI, cote SHD 26 N 710/3, ministère français des Armées.
- Archives militaires au Service historique de la Défense (Vincennes).